# کن لئونگ
کنث لئونگ (به انگلیسی: Kenneth Leung) (زاده ۲۱ ژانویه ۱۹۷۰) یک بازیگر آمریکایی است.

## زندگی هنری
از بهترین کارهای وی می‌توان به بازی در فیلم‌های بوسه شانگهای (۲۰۰۷)، ساعت شلوغی (۱۹۹۸)، هزارتو(۲۰۰۰)، مردان ایکس: آخرین ایستادگی (۲۰۰۶)، مرد خانواده واره۱ ومجموعه تلویزیونی گم‌شده (۲۰۱۰–۲۰۰۸) اشاره کرد. او در این مجموعه تلویزیونی در نقش مایلز استرام ظاهر شد. وی همچنین در سریال بلک لیست در نقش وکیل مدافع (آقای سیما) ظاهر شده‌است.